# 近江商人

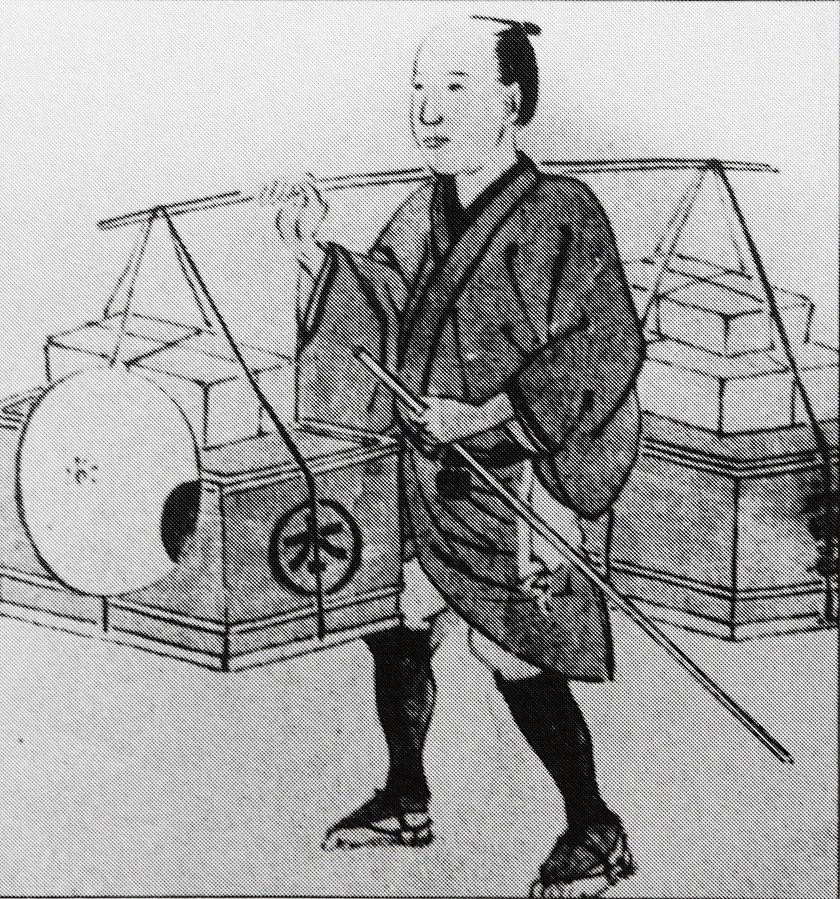
近江商人(初代細田善兵衛)の絵

近江商人（おうみしょうにん、おうみあきんど）または江州商人（ごうしゅうしょうにん）、江商（ごうしょう）は、中世から近代にかけて活動した近江国（現在の滋賀県）出身の商人。大坂商人、伊勢商人と並ぶ日本三大商人の一つである。現在でも俗に滋賀県出身の企業家を近江商人と呼ぶことがある。通常、近江国外に進出して活動した商人のことを近江商人と言い、活動地域が近江国内に限定される商人は「地商い」と呼ばれて区別された。

## 概要
近江全域から万遍なく商人が生まれたわけではなく、商人が多く輩出した地域には偏りがあり、また地域によって活動時期・進出地域・取り扱い品目などに違いがある。
- 高島商人 - 高島郡大溝など。戦国時代末期から江戸時代にかけて、京都や東北地方に進出。小野組などにより南部藩盛岡の城下町形成・発展に大きく関わった。
- 八幡商人 - 蒲生郡八幡。八幡山城の城下町建設に際し、旧安土城下や近在の商人が集まったのが始まり。畳表や蚊帳といった地場産業を育て商材とした。早い時期から江戸に進出し、また蝦夷地開拓にも携わった。「八幡の大店」と呼ばれ、日本各地の主要都市で大型店経営に力を入れた[4]。
- 日野商人 - 蒲生郡日野。蒲生氏の城下町として中世から商工業で栄えていたが、蒲生氏の移封と断絶によって衰退し、特産品の日野椀や医薬品の行商に活路を見出したのが始まり。のち醸造業を営む者も多く出た。「日野の千両店」と呼ばれ、地方都市（特に北関東）に小型店を多数出店した[5]。
- 湖東商人 - 犬上郡・愛知郡・神崎郡一帯（高宮・豊郷・愛知川・五箇荘・能登川など）。江戸時代後期、彦根藩の経済政策（麻織物生産の奨励と、農民による商業活動の許可）によって農民が農閑期に行商に回ったのが始まり。産物廻し（都市部で仕入れた商品を地方に売り、その足で仕入れた地方の特産品を都市部で売る商法。「のこぎり商い」とも呼ばれる）を得意とした[6]。地域名については「湖東」を参照。

北陸道、東山道や東海道などの主要街道が通る近江では、街道沿いに定期市や座が早くから発生し、中世より商業活動が活発であった。中世に活躍した商人集団には、九里半街道を通って若狭国方面へ行商に出かけた五箇商人（小幡・八坂・薩摩・田中江・高島南市の5村）と、八風街道や千種街道を通って伊勢国の桑名へ行商した四本商人（小幡・保内・沓掛・石塔の4村。鈴鹿山脈を越えて商いを行ったため「山越商人」とも呼ばれる）が挙げられる。とりわけ得珍保（延暦寺領荘園）を拠点とした保内商人の活動が近江商人の前駆となっている。
江戸時代に入ると近江出身の商人は徐々に活動地域や事業を日本全国に拡大させ、中には朱印船貿易を行う者も現れた。鎖国成立後は、京都・大坂・江戸の三都へ進出して大名貸や醸造業を営む者や、蝦夷地で場所請負人となる者もあった。幕末から明治維新にかけての混乱で没落する商人もあったが、西川のように社会の近代化に適応して存続・発展した企業も少なくない。今日の大企業の中にも近江商人の系譜を引く会社は多い。
その商才を江戸っ子や同業者から妬まれ、伊勢商人とともに「近江泥棒伊勢乞食」と蔑まれたが、実際の近江商人は神仏への信仰が篤く、規律道徳や陰徳善事を重んずる者が多かった。様々な規律道徳や行動哲学が生み出され、各商家ごとに家訓として代々伝えられた。成功した近江商人が私財を神社仏閣に寄進したり、地域の公共事業に投資したりした逸話も数多く残されている。天保の大飢饉で仙台藩の農地復旧に貢献した日野商人の中井新三郎は住民らからも慕われ、神社にまつられた。
一方で、蝦夷地でアイヌを漁業に酷使し、江戸幕府の箱館奉行所に「非道がある」と改善を命じられた藤野家のような例もあった。  
当時世界最高水準の複式簿記の考案（中井源左衛門・日野商人）や、契約ホテルのはしりとも言える「大当番仲間」制度の創設（日野商人）、現在のチェーン店の考えに近い出店・枝店の積極的な開設など、近江商人の商法は徹底した合理化による流通革命だったと評価されている。

## 近江商人の思想・行動哲学
- 三方よし

“三方”とは売り手・買い手・社会全体のこと。売り手の都合だけで商いをするのではなく、買い手が心の底から満足し、さらに商いを通じて地域社会の発展や福利の増進に貢献しなければならない。
三方良しの理念が確認できる最古の史料は、1754年に神崎郡石場寺村（現在の東近江市五個荘石馬寺町）の中村治兵衛が書き残した家訓であるとされる。これを伊藤忠商事創業者・伊藤忠兵衛 (初代)が広めたという。ただし、「三方よし」は第二次世界大戦後の研究者が分かりやすく標語化したものであり、昭和以前に「三方よし」という用語は存在しなかった。
- 始末してきばる

「始末」とは無駄にせず倹約することを表すが、単なるケチではなくたとえ高くつくものであっても本当に良いものであれば長く使い、長期的視点で物事を考えること。また「きばる」とは本気で取り組むこと。
- 利真於勤

利益はその任務に懸命に努力した結果に対する「おこぼれ」に過ぎないという考え方であり、営利至上主義の諫め。
- 陰徳善事

人知れず善い行いをすることを言い表したもの。自己顕示や見返りを期待せず人のために尽くすこと。
※近江商人の成り立ちに関し「(松尾)芭蕉の教導訓示によりて出来たもの」と言う勝海舟の談話が残されている。

## 近江商人の流れを汲む主な企業

### 流通業
- 西武鉄道、西武グループ、セゾングループ （愛知郡出身の堤康次郎が創業）
- 髙島屋（高島郡出身の商人飯田儀兵衛の婿養子である飯田新七が創業。社名は高島郡に由来）
- 中合（現在の東近江市出身の中村治郎兵衛が創業。福島市の百貨店グループ）
- 藤崎（創業者藤﨑治右衛門は日野出身との説がある）
- 山形屋（近江商人の血を引く羽前庄内出身の源衛門が創業）
- 白木屋（長浜出身の大村彦太郎が創業。1967年に東急百貨店に吸収）
- 三中井百貨店（神崎郡出身の中江勝次郎が創業。1945年の終戦とともに消滅）

### 商社
- 伊藤忠商事・丸紅（犬上郡出身の伊藤忠兵衛が創業）
- 住友財閥（初代総理事広瀬宰平は野洲郡出身、2代目伊庭貞剛は蒲生郡出身）
- 三井財閥（三井家の家伝によると、三井家は近江の国佐々木氏に仕えた所から始まる）
- 双日（母体となる日商岩井、ニチメンとも、近江商人の流れを汲む）
- トーメン（彦根出身の児玉一造が中心となって創業　2006年に豊田通商に吸収合併され消滅）
- 兼松（前身の一つである江商は、犬上郡出身の北川与一が創業）
- ヤンマー（伊香郡出身の山岡孫吉が創業）

### 繊維関係
- 日清紡
- 東洋紡（前身の一つである金巾製織は、滋賀県知事の勧奨から複数の近江商人が創業）
- 東レ
- ワコール（仙台出身神崎郡育ちの塚本幸一が創業。社名は「江州に和す」に由来）
- 西川（八幡出身の西川仁右衛門が創業）

### その他
- トヨタ自動車（彦根出身の豊田利三郎が初代社長。グループ創始者豊田佐吉は前述の児玉一造に多くの支援を受けた）
- 日本生命保険（彦根出身の弘世助三郎の呼びかけで創業）
- 武田薬品工業（日野発祥の薬種仲買商である近江屋喜助からののれん分け）
- ニチレイ（前身である帝国水産は、野洲郡出身の西川貞二郎らが創業）
- 西沢本店「アルバ」「トゥインクル」（ルーツが異なる同名の別企業であるが、どちらも滋賀県内で創業したのち佐世保へ移ったという共通点がある）

## 近江商人の起源

### 湖上移動習性説
近江の国は、琵琶湖があり、多くの近江商人が船を使用して湖上を移動し、京都や大坂に出て商売をしたという説である。
高島商人や八幡商人には、すぐ目の前が湖であるし、近江高島や近江八幡には、大きな堀があり、この堀に船を浮かべて荷物を運んだという事実は確かである。 
しかし、近江日野や五個荘、 湖東三郡の方は、琵琶湖から遠い内陸部である。
近江の地から出たどの商人も商売の形態は「行商」が中心であり、内陸部を周り歩いたのが事実であり、船を利用して湖上を移動した傾向が少ない。

### 農民生活困窮説
近江の国は、琵琶湖が中央に存在して、全面積の六分の一を占めている関係上、農業生産が少なく、湖岸でも水害が発生し、田畑は多数の領主の支配を受けてきびしい収奪をされていた。
貧農の二男や三男は、地元にこれといった産業もないので苦しい農民生活から離れて商人になったという説である。
反論としては、今も昔も滋賀県は米の産地として産米高は全国でも多い傾向にあり、他国の農民よりも生活に余裕があった。
さらに商人になる以前の職業を分析してみると、貧農よりも酒屋、地主、豪農であった家の息子が多く、農民としての生活に困って商人に転化したというケースは少ない。

### 楽市・楽座説
近江商人の発生が、室町時代の後期から安土桃山時代にかけて戦国大名が行った経済政策である楽市・楽座からきているという説である。

### 雪解け説
この「雪解け説」を唱えたのは、小倉栄一郎氏で、その概略は次の通りである。
江戸時代、封建領主は、自分の藩の領域経済を自立させるために、商人に対して種々の統制を行った。
つまり商品が特定の領域経済の意志に基づいて、他藩または天領へ向かって運搬される動きを取り締まった。
全国各地どこの藩でも、経済活動を厳しくして、農民の商人化や離農と移住を厳重に禁止したが、近江八幡や近江日野・近江高島・五個荘の一部では、他藩よりも一足早い時期に経済統制が緩みはじめ、自由な商業活動への道が開けた。
これはちょうど雪原が解けて雪割草が白い花を咲かせる現象と同じなので、小倉栄一郎氏は、「雪解け説」と名づけた。

### 交通要衝説
この説は、近江の国は近くに文化都市の京都や商業都市の大阪が存在し、古代から交通の要衝であったから商人が数多く生まれたという説である。
近江は、東海道、北陸道、中山道、西近江路など、申し分のない交通網があって、草津や大津の宿で泊まり、逢坂山を越えるとすぐに京都で、そこから大阪まで歩いていくと、山陽道や山陰道に出て、西国地方へと通じる道がある。
交通要衝説は、商業活動に大切な条件を備えており、特に湖東地方は、東海道、北陸道、中山道と三つの街道が通って、商売をする好条件が揃っていた。

### 渡来人説
司馬遼太郎は近江人の商才という特質は、渡来人に帰すると考えるのが一番素直であるとし、
商人的素質をもった渡来人が移住し、本国に習って市を開き、比叡山と結んで専売権を確立、商権を拡張して飛躍し、全国の行商行脚に力を伸ばしたという説を述べている。

## 書籍
- 江南良三『近江商人列伝』 サンライズ出版。ISBN 978-4-88325-016-5
- サンライズ出版編『近江商人に学ぶ』 サンライズ出版。ISBN 978-4-88325-238-1
- 小倉榮一郎『近江商人の理念―近江商人家訓撰集』 サンライズ出版。ISBN 978-4-88325-232-9
- 末永國紀『近江商人学入門―CSRの源流「三方よし」』 サンライズ出版。ISBN 978-4-88325-146-9
- 渕上清二『近江商人ものしり帖』 サンライズ出版。ISBN 978-4-88325-314-2
- 末永國紀『近江商人―現代を生き抜くビジネスの指針』 中央公論新社。ISBN 978-4121015365
- 宇佐美英機『近江商人と出世払い‐出世証文を読み解く』[15]〈歴史文化ライブラリー〉吉川弘文館、2021年11月。ISBN 9784642059381

## 映画
- てんびんの詩 - 竹本幸之祐脚本・梅津明治郎・太田昭和監督のビデオ映画。ある近江の豪商に生まれた少年が鍋蓋売りの労苦を通じて一人前の近江商人に成長するストーリー。社員研修の教材となることが多い。

## 博物館など
- 近江商人博物館 - 東近江市五個荘竜田町583。平成8年4月開館[16]。
- 近江八幡市立資料館 - 近江八幡市新町2丁目。旧西川利右衛門邸。
- 近江日野商人館 - 日野町大窪1011。旧山中兵右衛門邸。
- 日野まちかど感応館 - 日野町村井1284。旧正野法眼玄三邸。
- 近江日野商人ふるさと館 - 日野町西大路1264。旧山中正吉邸。
- 近江商人郷土館 - 東近江市小田苅町473。旧小林吟右衛門邸。
- 伊藤忠兵衛記念館 - 豊郷町八目128-1。旧伊藤忠兵衛邸。
- 豊会館（又十屋敷） - 豊郷町下枝56。旧藤野四郎兵衛邸。
- 豊郷町先人を偲ぶ館 - 豊郷町四十九院815。
- 高島歴史民俗資料館 - 高島市鴨2239。